# Meijersplein / Airport (metrostation)
Meijersplein / Airport is een metrostation aan de metrolijn E van RandstadRail en de Rotterdamse metro. Het station ligt aan de Asserweg, nabij het Meijersplein in de Rotterdamse wijk Schiebroek. Het station is op 17 mei 2010 geopend onder de naam Meijersplein, ter vervanging van station Wilgenplas. Voor deze wisseling is gekozen, omdat de nieuwe plek op een gunstige locatie ligt nabij de toekomstige woonwijk Polder Zestienhoven en Rotterdam The Hague Airport.

## Bouw

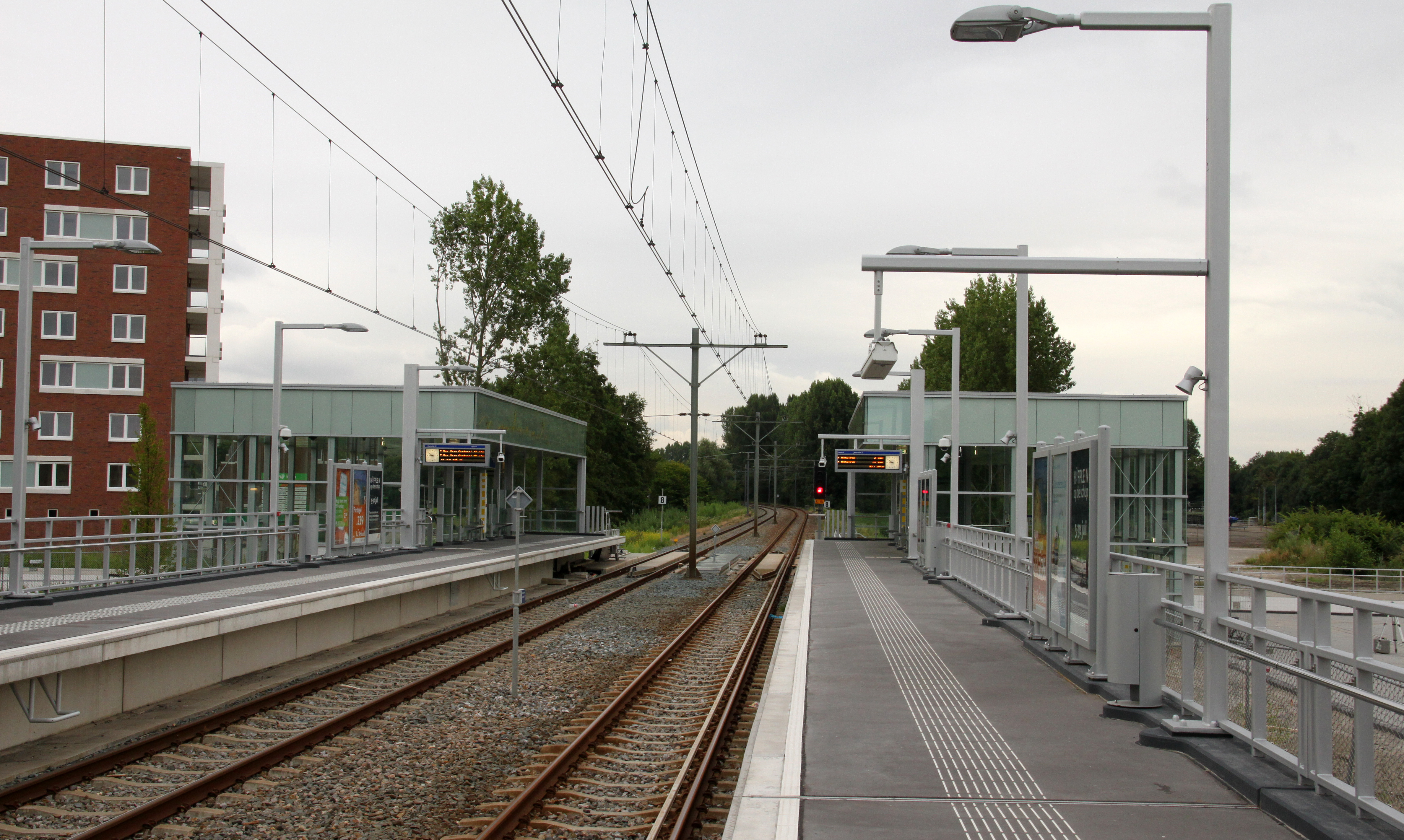
Het perron van station Meijersplein

Van januari 2008 tot februari 2009 is het metrostation in ruwbouw gebouwd. Daarna volgde de afbouw, waarbij de halconstructie, liften, hekken en andere zaken zijn aangelegd. Het station is gebouwd naar een ontwerp van Maarten Struijs.
Op het dak van het perron richting Rotterdam Centraal staat in gele letters Zuidwaarts geschreven en het dak van het perron richting Den Haag Centraal vermeldt Noordwaarts.

## Verbinding vliegveld
Meijersplein / Airport is het dichtstbij gelegen metrostation voor Rotterdam The Hague Airport. Sinds 2014 rijdt tussen metrostation Meijersplein / Airport en Rotterdam Centraal buslijn 33 die de luchthaven aandoet. Tot 2014 reed tussen Meijersplein en het vliegveld een shuttlebus.
Per 1 augustus 2025 wordt lijn 33 tussen metrostation Meijersplein / Airport en Rotterdam The Hague Airport van maandag t/m vrijdag overdag versterkt met lijn 533, welke met zelfrijdende bussen rijdt.

## Buslijnen
De volgende buslijnen van de RET stoppen op station Meijersplein/Airport:
| Lijn | Route                                      | Via                                                                                            | Opmerkingen |
| ---- | ------------------------------------------ | ---------------------------------------------------------------------------------------------- | ----------- |
| 33   | Meijersplein - Rotterdam Centraal          | Gilze-Rijenstraat, Lutonbaan, Rotterdam The Hague Airport, Overschie, Blijdorp, Blijdorp Metro |             |
| 533  | Meijersplein - Rotterdam The Hague Airport |                                                                                                |             |

Den Haag Centraal  · Laan van NOI  · Voorburg 't Loo · Leidschendam-Voorburg · Forepark · Leidschenveen · Nootdorp · Pijnacker Centrum · Pijnacker Zuid · Berkel Westpolder · Rodenrijs · Meijersplein/Airport · Melanchthonweg · Blijdorp · Rotterdam Centraal  · Stadhuis · Beurs · Leuvehaven · Wilhelminaplein · Rijnhaven · Maashaven · Zuidplein · Slinge